# Etienne Aussems
Etienne Aussems was een Belgisch politicus voor CVP.

## Biografie
In 1977 werd hij burgemeester van Boechout, een mandaat dat hij uitoefende tot 1985. Hij werd opgevolgd door Fred Entbrouxk (Volksunie).